# Gorleben
Gorleben är en kommun och ort i Landkreis Lüchow-Dannenberg i förbundslandet Niedersachsen i Tyskland.
Kommunen ingår i kommunalförbundet Samtgemeinde Gartow tillsammans med ytterligare fyra kommuner.